# حزب کارگر گرجستان
حزب کارگر گرجستان یکی از احزاب سیاسی گرجستان است. این حزب توسط شالوا ناتلاشویلی در سال ۱۹۹۵ پایه‌گذاری شد.

## ایدئولوژی
ناتلاشویلی این حزب را در دوران تازه پس از فروپاشی شوروی و استقلال کشور تأسیس کرد و این حزب اولین حزب کشور پس از استقلال به شمار می‌رود. این حزب کاهش تعرفه برق، تحصیل رایگان متوسطه در سراسر کشور و بهبود شرایط اجتماعی در دوران پس از جنگ داخلی را اهداف خود می‌داند. این حزب هم‌اکنون بخشی از دولت ائتلافی است. حزب کارگر معتقد به تلاش برای پیوستن گرجستان به اتحادیه اروپا و همچنین ارتباط متقابل و توسعه‌طلبانه با همسایگان است.

## عملکردهای انتخاباتی
| ۱۹۹۹ | شالوا ناتلاشویلی | ۱۴۰٬۵۹۵ | ۷٫۰  | ۲  | چهارم |
| ۲۰۰۳ | شالوا ناتلاشویلی | ۲۲۹٬۹۰۰ | ۱۲٫۰ | ۱۸ | چهارم |
| ۲۰۰۴ | شالوا ناتلاشویلی | -       | ۵٫۸  | ۲۰ | چهارم |
| ۲۰۰۸ | شالوا ناتلاشویلی | ۱۳۲٬۰۹۲ | ۷٫۴۴ | ۶  | چهارم |
| ۲۰۱۲ | شالوا ناتلاشویلی | ۲۶٬۷۵۹  | ۱٫۲۴ | ۶  | چهارم |